# Vila Vella d'Anglès
Vila Vella d'Anglès és una obra del municipi d'Anglès declarada bé cultural d'interès nacional.

## Descripció
El barri vell d'Anglès reuneix diversos estils arquitectònics que li atorguen un gran valor històric i artístic. Destaquen especialment el Carrer Major i el Carrer d'Avall, en el qual sobresurten dues arcades peculiars i interessants. Gairebé tots els edificis del barri antic ofereixen un gran interés, com a conjunt o com a detalls arquitectònics com ara portals, finestrals, dintells, inscripcions, etc.
Els carrers i carrerons del nucli antic (Carrer d'Avall, Carrer Major, Travessera d'Avall -antic Call jueu-, Plaça de la Vila, Carrer del Castell, Carrer de Jacint Verdaguer, Carrer del Molí...) permeten observar l'evolució de l'arquitectura rural catalana des de l'època medieval fins al noucentisme. Destaca sobretot l'estil que podríem anomenar gòtic final i primer renaixement.
Existeixen tres tipologies d'origen medieval, les cases medievals, edificis d'una o dues plantes, a les quals sovint s'han afegit unes golfes i que destaquen per tenir unes finestres molt petites emmarcades de pedra, els casals gòtics, que solen tenir planta baixa i dos pisos i que presenten una composició simètrica, amb portals adovellats espectaculars, finestrals amb arcs lobulats i llindes gravades amb inscripcions i ornaments, i les cases medievals transformades, edificis que han sofert una transformació i reordenació de la façana per tal d'obtenir més llum tot ampliant les finestres antigues o obrint badius i balcons. Moltes de les cases, en originalment eren cases unifamiliars d'ús agrícola amb un gran portal, una o dues plantes d'habitació i unes golfes de graner. A més d'aquestes, hi ha les cases del segle xix i les de nova construcció.

## Història
Fins a finals del segle xix, la vila d'Anglès no va començar a canviar radicalment la seva estructura urbanística. Els canvis tenen a veure sobretot, encara que no afectin especialment al barri vell, amb la instal·lació de la indústria tèxtil. L'antiga Pobla va començar a créixer a redós del castell dels Cabrera, documentat almenys des de l'inici del segle xiii. Aprofitant la seguretat que oferia el recinte fortificat, hi construïren la seva residència nombrosos artesans i comerciants, que s'establiren al voltant de seus i institucions com la notaria i la batllia, o de botigues com la gabella, la carnisseria i la fleca, que depenien del senyor del castell. A més del recinte del Castell, existia un baluard extern on actualment hi ha l'església.
Durant el segle xv Anglès esdevingué un dels punts de resistència remença i, juntament amb els desperfectes produïts pels terratrèmols, es van efectuar alguns canvis en l'estructura del castell. Durant el segle xvi, època de creixement demogràfic a la zona, ja estaven formats els carrers d'Avall, el carrer d'Amunt (actual Carrer Major) i el barri del castell.
Fou durant el segle xix que es van obrir els accessos a l'antiga pobla per al pujada d'en Grau i pel Carrer de l'empedrat, obrint la penya que tancava el castell en la seva part nord-est i destruint alguns panys de muralla. Aquest nou accés al centre va fer secundària l'entrada tradicionalment principal pel Carrer del molí, i es va tapar el portal de Sant Miquel.